# Jacob van Campen
Jacob van Campen (2 de fevereiro de 1596 — 13 de setembro de 1657) foi um artista e arquiteto neerlandês do Século de Ouro.

## Vida
Nasceu em uma família rica em Haarlem, e passou sua juventude em sua cidade natal. Sendo de origem nobre e com o tempo em suas mãos, começou a pintar principalmente como um passatempo. Em 1614, tornou-se membro da Guilda de São Lucas (em Haarlem os arquitetos e pintores estavam ambos na mesma guilda, e muitos eram ambos, como Pieter Saenredam e Salomon de Bray), e estudou pintura com Frans de Grebber - uma série de pinturas a óleos de Van Campen sobreviveram. Por volta de 1616-1624 acredita-se que tenha passado a viver na Itália. Em seu retorno à Holanda, Van Campen virou-se para a arquitetura, a aplicação de ideias emprestadas de Andrea Palladio, Vincenzo Scamozzi e influências clássicas de Vitrúvio. Foi o principal responsável pela introdução do estilo do neoclassicismo na arquitetura barroca holandesa, combinando o, estilo nativo de tijolos holandês com os princípios de Vitrúvio que tinha aprendido a produzir o "Classicismo holandês", um estilo influente internacionalmente.